# Robert Odic
Robert Odic est un général d'aviation né à Neufchâtel-en-Bray le 9 août 1887 et mort à Paris 5e le 1er juin 1958. Brièvement chef d'état-major de l'Armée de l'air en 1940, il émigre à Londres fin 1941 puis aux États-Unis, où il s'oppose au général de Gaulle à qui il reproche de « faire la guerre plus à Vichy qu'à l'Allemagne ».

## Biographie
Robert Odic naît en 1887 dans une famille lorraine. Bénéficiaire d'une bourse, il est admis en 1906 à l'École spéciale militaire de Saint-Cyr, dont il sort dans l'Infanterie coloniale. Pendant la Grande Guerre, d'abord chef de bataillon de tirailleurs sénégalais, il devient aviateur et termine la guerre comme capitaine, commandant l'aéronautique du 4e corps d'armée.
Pendant l'entre-deux-guerres, il sert notamment au Maroc comme adjoint au commandant de l'Air.
En 1939, le général Vuillemin lui confie l'inspection de l'aviation de reconnaissance, puis le commandement de la zone d'opérations aériennes Sud. Après l'armistice, il est chef de la région aérienne de Châteauroux. Le 4 septembre 1940, le ministre de l'Air, le général Pujo le nomme chef d'état-major général. Pujo est immédiatement remplacé par le général Bergeret, hostile à Odic, qu'il éloigne à Alger le 25 septembre, comme commandant supérieur de l'Air en Afrique du Nord.Il exerce ce commandement pendant près d'une année, sous les ordres du général Weygand. Il s'oppose au général Bergeret pour l'application militaire des protocoles de Paris et lors de la crise de Syrie. Il est mis en congé du personnel navigant le 9 août 1941. Il est remplacé par le général Mendigal. 
En contrecoup de l'éviction de Weygand, il s'enfuit en novembre aux États-Unis et annonce qu'il va rejoindre le général de Gaulle. Il parvient à Londres le 12 décembre, s'engage dans les FFL et rencontre à plusieurs reprises le général de Gaulle. Les deux généraux sont en fort désaccord, notamment à propos de Weygand, que De Gaulle qualifie de traître, comme Pétain. Odic défend une attitude conciliante avec Vichy et accuse De Gaulle de viser à la dictature et de diviser les Français. Le 20 février 1942, son engagement dans les FFL est résilié. 
Il retourne alors aux États-Unis, où il joue un rôle occulte, hostile à De Gaulle et favorable au général Giraud. Le 23 mars 1943, il retourne en Algérie et en repart le 26 juin. Le 9 juillet, il envoie à l'amiral Leahy un mémoire de six pages où il met sur le même plan le Gaullisme et la « Révolution nationale » de Vichy et qualifie De Gaulle de « nouvel Hitler ».
Menacé à la Libération d'être mis aux arrêts puis traduit en justice, il rentre en France en novembre 1946 et meurt en 1958. Son ouvrage posthume Un autre regard sur De Gaulle est publié seulement en 2021.

## Publication
- Un autre regard sur De Gaulle. Front populaire, Vichy, Alger, Londres, Pentagone 1936-1944, préface de Michelle Odic-Morin, L'Harmattan, 2021[3]

## Distinctions
- Médaille coloniale
- Croix de guerre 1914–1918
- Chevalier de l'ordre de Léopold
- Officier de l'Ordre de l'Étoile noire
- Grand officier de la Légion d'honneur (1940)

## Sources
- Claude d’Abzac-Épezy, Chalmers Hood : « De Vichy à Washington, l’itinéraire insolite du général Odic » in Revue historique des Armées, n° 219, 2000, p. 92-103.
- Robert Belot, La Résistance sans de Gaulle, Fayard 2006, p. 46-49